# Communauté d’agglomération Sarreguemines Confluences (vor 2017)
Die Communauté d’agglomération Sarreguemines Confluences (vor 2017) ist ein ehemaliger französischer Gemeindeverband mit der Rechtsform einer Communauté d’agglomération in den Départements Moselle und Bas-Rhin der Region Grand Est. Sie wurde am 20. Dezember 2001 gegründet und umfasste 26 Gemeinden. Der Verwaltungssitz befand sich in der Stadt Saargemünd. Die Besonderheit lag in der Département-überschreitenden Struktur der Gemeinden.

## Historische Entwicklung
Mit Wirkung vom 1. Januar 2017 fusionierte der Gemeindeverband mit der Communauté de communes de l’Albe et des Lacs und bildete so die Nachfolgeorganisation Communauté d’agglomération Sarreguemines Confluences. Trotz der Namensgleichheit handelt es sich um eine Neugründung mit anderer Rechtspersönlichkeit.

## Ehemalige Mitgliedsgemeinden

### Département Moselle
1. Bliesbruck
2. Blies-Ébersing
3. Blies-Guersviller
4. Ernestviller
5. Frauenberg
6. Grosbliederstroff
7. Grundviller
8. Guebenhouse
9. Hambach
10. Hundling
11. Ippling
12. Kalhausen
13. Lixing-lès-Rouhling
14. Loupershouse
15. Neufgrange
16. Rémelfing
17. Rouhling
18. Saargemünd
19. Sarreinsming
20. Wiesviller
21. Willerwald
22. Wittring
23. Wœlfling-lès-Sarreguemines
24. Woustviller
25. Zetting

### Département Bas-Rhin
1. Siltzheim